# El principio era el fin

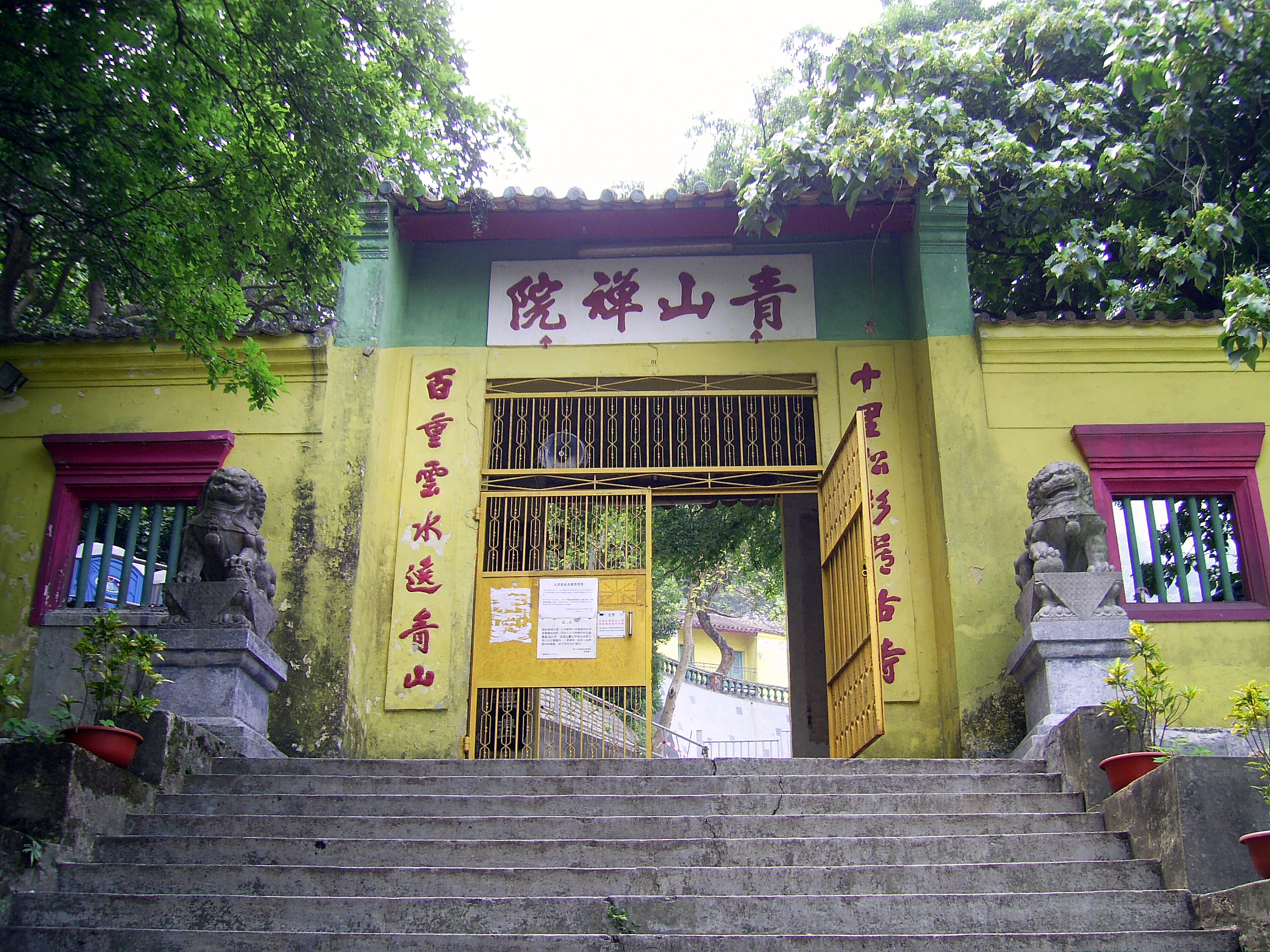
Monasterio de Tsing Shan en dónde el autor registra haber escrito el libro

El principio era el fin 1969 es un libro escrito por Oscar Kiss Maerth, y traducido del alemán al inglés en 1970. 
Su polémico argumento le valió el calificativo de seudocientífico.
La teoría expuesta es bien simple: la Humanidad "evolucionó" hacia lo que es hoy en día a partir de simios caníbales. El canibalismo causó un crecimiento desmesurado de su cerebro por consumo esencialmente de cerebros de sus congéneres, y por ello los simios sufrieron cambios en su sistema endocrino causando la pérdida de pelo y las habilidades ultrasensoriales.
El autor desarrolla un razonado argumento sobre las pruebas que él considera que justifican su teoría.
El libro aporta lo que el autor considera pruebas de su teoría en forma fotográfica, comparando las caras de diversas razas (básicamante razas Árabes y Africanas) con simios. 
Este libro influyó en la banda de la new wave devo. La portada de su disco de 1989 "Now it can be told" se basa en la contraportada de la edición norteamericana del libro.
A comienzos de los años 2000, Devo intentó reeditar el libro añadiendo un prólogo suyo, objetivo que no consiguió. Este libro es ahora un buen artículo de colección, por lo difícil de conseguir que es.
- Datos: Q1192196